# Городенский, Николай Гаврилович
Николай Гаврилович Городенский (1871—1936) — русский педагог и богослов.

## Биография
Николай Городенский родился 8 (20) мая 1871 года в селе Кутуново Каширского уезда Тульской губернии в семье священника.
Окончил Венёвское духовное училище (1885), Тульскую духовную семинарию (1891) и Московскую духовную академию (1895) со степенью кандидата — был профессорским стипендиатом. С 1896 года исправлял должность доцента академии по кафедре нравственного богословия. В 1902 году переведён на кафедру теории словесности и истории иностранных литератур.
В 1903 году после защиты диссертации «Нравственное сознание человечества»и получения звания магистра богословия, был утверждён в должности доцента, а в марте 1905 года был избран экстраординарным профессором по кафедре нравственного богословия.
С июня 1907 года — приват-доцент философии Московского университета.
В 1910 году был уволен из Московской духовной академии, формально — в связи с упразднением кафедры. Уехал в Тифлис, где преподавал философию на высших женских курсах.
В 1918—1919 годах — первый ректор Костромского рабоче-крестьянского университета.
В 1919—1926 годах преподавал в различных учебных заведениях Сергиева Посада; в 1927—1935 (с перерывом в 1933 г.) — в Кубанском педагогическом институте. 
Умер 27 февраля 1936 года.